# Francisco de Leygonier y Haubert
Francisco Leygonier Aubert (Sevilla, 1808-1882), fue un fotógrafo español. También ejerció como marino mercante y es el primer fotógrafo sevillano conocido. 

## Biografía
De padres franceses, nació en la calle Tintores, en la parroquia del Sagrario en Sevilla. Se formó sobre la daguerrotipia en Burdeos en torno a 1840-1842 tras una larga carrera como marino y se trasladó a Sevilla en 1845. Toda su vida profesional como fotógrafo transcurrió en esta ciudad donde abrió un estudio fotográfico comercial en Sevilla en 1846 para realizar retratos y vender equipos ópticos.
También se dedicó a la enseñanza de la fotografía, fue docente y maestro de distintas técnicas. Su mejor cualidad fue la rápida asimilación y difusión comercial de los nuevos medios fotográficos. Se le localizó en principio en la calle Cantimplora, llamada después Imperial, después en la calle Rabetilla para terminar sus días en el Patio de Banderas, nº 1 y después en el nº 6. 

## Trayectoria profesional
Está considerado como el primer heliografista tipo Niépce y uno de los más apreciados calotipistas. Su actividad fotográfica fue intensa durante casi treinta años.
Particularmente conocido por sus calotipos, principalmente de Sevilla. En la ciudad de Sevilla siguiendo su ejemplo y enseñanzas surgieron un gran número de fotógrafos que utilizaron el proceso calotipo, de quien fue uno de los más notables profesionales. En 1851, una década después de que se publicaran los  “puntos de vista heliográficos", Leygonier estaba haciendo daguerrotipos y negativos de placas de vidrio al colodión húmedo, así como positivos calotipo. Ese mismo año introdujo la fotografía en papel a la albúmina.
Desde que se descubrieron las placas de vidrio estereoscópicas, Leygonier publicó anuncios en los que ofrecía una gran variedad de imágenes de estos procedimientos. Pese a dominar todos los modernos métodos innovadores, siguió practicando el proceso fotográfico del  calotipo, al menos hasta 1859.
Ejemplos de sus calotipos incluyen dos vistas del Patio de las Doncellas en el Alcázar de Sevilla (Austin, U. TX, Ransom Humanities Res. Cent.). No obstante, uno de los más importantes de sus trabajos fue la fotografía, de alto valor testimonial, del derribo del antiguo convento de San Francisco, de 1841. En el solar del antiguo convento se construyó la plaza Nueva de Sevilla.
Algunos de sus trabajos sobre Sevilla formaron parte de la colección del duque de Montpensier, cuyo mecenazgo en su estancia en la ciudad alcanzó a fotógrafos como Vernay, el vizconde de Vigier y Napper.
En 2025 el Museo de Bellas Artes de Sevilla le dedicó una exposición monográfica con el título de "Leygonier: El primero de los fotógrafos sevillanos", que mostró más de setenta de sus obras, pertenecientes sobre todo a la Colección Fernández Rivero, y de la que se publicó un completo catálogo con las últimas aportaciones sobre la vida y obra del fotógrafo.